# Wałczyk jarzębowiec
Wałczyk jarzębowiec, wałczyk czereśniowy (Magdalis cerasi) – gatunek chrząszcza z rodziny ryjkowcowatych. Zamieszkuje Palearktykę, od Półwyspu Iberyjskiego po Rosyjski Daleki Wschód i Półwysep Koreański. 

## Taksonomia
Gatunek ten opisany został po raz pierwszy w 1758 roku przez Karola Linneusza w dziesiątym wydaniu Systema Naturae pod nazwą Curculio cerasi.

## Morfologia
Chrząszcz o ciele długości od 2,5 do 3,9 mm. Ubarwiony jest matowo czarno, czasem z czerwonobrunatnymi stopami. Ryjek samicy jest wyraźnie dłuższy niż głowa, stosunkowo silnie zakrzywiony, o przerzedzonym punktowaniu i lekko rozszerzonej części wierzchołkowej. U samca ryjek jest niewiele dłuższy niż głowa, w części szczytowej o bokach równoległych, a w części nasadowej począwszy od początku rowka na czułki wyraźnie zwężony. Czułki również wykazują dymorfizm płciowy, mając u samca silnie wydłużone człony wierzchołkowe. Przedplecze jest wyraźnie szersze niż długie, o słabo zaokrąglonych bokach i silnie odgiętych na zewnątrz kątach tylnych. Rzeźba boków przedplecza na całej długości jest taka sama, brak w ich przedniej części ząbków czy listewek. 
Tarczka jest dość duża, w przedniej części pochylona w dół, w tylnej leżąca na poziomie pokryw. Powierzchnia przedplecza jest nieco nierównomiernie punktowana, a między punktami matowa, po bokach ziarenkowana; środkiem przedplecza biegnie niepunktowana linia podłużna.  Pokrywy są trochę szersze od przedplecza, trochę ku tyłowi rozszerzone. Mają wąskie rzędy i znacznie szersze międzyrzędy o powierzchni gęsto i drobno ziarenkowanej, niepunktowanej. Odnóża przednie pary stykają się biodrami. Uda wszystkich par mają bardzo drobny ząbek.

## Biologia i ekologia
Owad ten zasiedla pobrzeża lasów, polany leśne, zarośla, parki, sady i ogrody. Postacie dorosłe aktywne są od maja do sierpnia. Są foliofagami żerującymi na liściach i pąkach drzew i krzewów liściastych, zwłaszcza z rodziny różowatych. Żerują głównie nocą, za dnia kryjąc się w przyziemnych częściach roślin. Samice składają jaja pod korę. Larwy są ksylofagiczne. Rozwijają się w cienkich gałązkach, w których drążą chodniki pod korą wyjadając łyko i biel. Do ich roślin pokarmowych należą m.in.: grusza pospolita, jabłonie, jarząb pospolity i róże.
Parazytoidami wałczyka jarzębowca są Spathius rubidus i Ecphylus silesiacus, błonkówki z rodziny męczelkowatych.

## Rozprzestrzenienie
Gatunek palearktyczny. W Europie znany jest z Portugalii, Hiszpanii, Francji, Belgii, Luksemburgu, Holandii, Niemiec, Szwajcarii, Austrii, Włoch, Danii, Szwecji, Norwegii, Finlandii, Estonii, Litwy, Polski, Czech, Słowacji, Węgier, Białorusi, Ukrainy, Mołdawii, Rumunii, Bułgarii, Słowenii, Chorwacji, Grecji oraz europejskich części Rosji i Turcji. W Afryce Północnej podawany jest z Algierii. W Azji znany jest z azjatyckiej części Turcji, Gruzji, Azerbejdżanu, Armenii, Turkmenistanu, Tadżykistanu, Iranu, Chin, Syberii, Rosyjskiego Dalekiego Wschodu i Korei Północnej. W Polsce jest owadem pospolitym, podawanym z całego kraju.